# Техника музыкального исполнения
Техника музыкального исполнения — техническая сторона исполнительского искусства: игры на музыкальных инструментах и владения голосом — а также композиции. Под техникой исполнения музыки могут подразумеваться как приёмы владения инструментом, так и степень виртуозности исполнителя, достигаемая путём упражнений (техничность).
Механистичность музыкальной техники, как правило, противопоставляется духовному пониманию музыки. С развитием современных методов музыкального обучения, при которых вне связи в едином произведении разучиваются отдельные элементы музыкальных фраз, овладение хорошей музыкальной техникой стало опережать осознание исполнителем внутренней целостности и смысла произведения, что часто приводит к безыскусности звукоизвлечения при одновременно безупречной технической составляющей.